# Netkalkbekertje
Het netkalkbekertje (Craterium obovatum) is een slijmzwam behorend tot de familie Physaridae. Het leeft saprotroof op hout. Het komt voor in naaldbos en gemengd bos.

## Kenmerken

### Uiterlijke kenmerken
Het vruchtlichaam is een gesteeld sporangium, soms subsessiel, en heeft een hoogte van 1–2 mm. Het sporangium is verspreid of in groepen te vinden en heeft een obovoid (omgekeerd eivormige) sporotheca, die donker purperachtig tot bruin-grijs is en een diameter van 0,5–0,7 mm heeft. De steel is recht, cilindrisch of aan de basis verbreed, glad of ruw, roodbruin, vaak gevuld met wit kalkachtig materiaal en vormt meestal een klaverachtige of cilindrische columella binnen het sporangium. De hypothallus is dun, kleurloos of iriserend, en kan bruin of discoïdaal zijn. Het peridium is membraanachtig, bros, licht purperbruin. De plasmodium is geel.

### Microscopische kenmerken
Het capillitium is dicht, radiërend vanuit de columella, wit of lichtbruin, soms met enkele hyaliene verbindingsfilamenten. De sporen zijn donkerbruin in massa, paarsbruin bij doorvallend licht en hebben een diameter van 11–17 µm.

## Verspreiding
In Nederland heeft het netkalkbekertje de status verdwenen.